# Hofni
Hofni war ein Sohn des Hohepriesters Eli und Bruder des Pinchas.
Hofni verrichtete gemäß dem Tanach/Alten Testament zusammen mit seinem Bruder den Priesterdienst an der Bundeslade in Silo (1 Sam 1,3 ). In ihrem Priesterdienst missachteten sie kultische Vorschriften über ihren Dienst (2 Sam 2,12–17 ). Beide starben in der Schlacht von Aphek gegen die Philister (1 Sam 4,1–18 ).

## Stammbaum
In 1 Chr 24,3  wird Ahimelech, ein Großneffe Hofnis und Urenkel Elis als „Sohn Itamars“ (des vierten Sohnes Levis) bezeichnet. Ob Hofni ein Enkel oder ein noch weiter entfernter Nachkomme Itamars ist, bleibt unklar.